# Graphania saeva
Graphania saeva là một loài bướm đêm trong họ Noctuidae.